# Contea di Ruoqiang
La contea di Ruoqiang (Qarkilik) (cinese semplificato: 若羌县; cinese tradizionale: 婼羌縣; pinyin: Ruòqiāng Xiàn; nota in passato come Charkliq, Chaqiliq o Qakilik, uiguro: چاقىلىق ناھىيىسى, Чақилиқ Наһийиси, Chaqiliq Nahiyisi) è una contea dello Xinjiang (Cina) sotto l'amministrazione della Prefettura autonoma mongola di Bayin'gholin. Ricopre una superficie di 198.318 km² (circa il doppio di quella della provincia dello Zhejiang e di dimensioni paragonabili a quelle del Kirghizistan o del Senegal), il che ne fa la contea più estesa dell'intero Paese.
Nel 2005 la contea aveva una popolazione di 31.877 abitanti, di cui 18.957 (il 59,5%) rappresentanti dell'etnia han e 11.761 (il 36,9%) uiguri.
Capoluogo della contea è Ruoqiang, situata ad 848 m di altitudine.

## Storia
In quella che è oggi la contea di Ruoqiang sorgeva un tempo l'antico insediamento di Charklik, dove nel 1935 gli uiguri si ribellarono contro gli hui del Tunganistan, che era sotto il controllo della 36ª divisione dell'esercito rivoluzionario nazionale. La rivolta terminò con la sconfitta degli uiguri.
La contea venne istituita nel 1902, ma si chiamò 婼羌 (Ruòqiāng) fino al 1959, quando venne adottata l'attuale dicitura 若羌. Il nome uiguro della contea, "Çakilik", viene traslitterato in cinese come 卡克里克 (Qiǎkèlǐkè).

## Geografia
La contea di Ruoqiang si estende tra i 36° 00' e i 41° 23' di latitudine N e tra gli 86° 45' e i 93° 45' di longitudine E. Confina con la contea di Qiemo ad ovest, con le contee di Yuli e di Shanshan e la prefettura di Hami a nord, con le province di Gansu e Qinghai ad est e con il Tibet a sud.
Le zone abitate sono situate per lo più ai piedi del versante settentrionale della catena dell'Altyn-Tagh. A nord di questa striscia di terreni agricoli irrigati si estende il deserto del Taklamakan, a sud le catene dell'Altyn-Tagh e del Kunlun.
Il celebre lago Lop Nur, al giorno d'oggi quasi sempre asciutto, è situato nella parte nord-orientale della contea, nel settore noto ufficialmente come comune di Luobu Po (罗布泊镇), vale a dire comune del lago Lop.
La parte meridionale della contea (nota dal punto di vista amministrativo come municipalità di Qimantag, 祁曼塔格乡) è montuosa. L'elevato altopiano che si estende tra le catene degli Altyn-Tagh e del Kunlun (con il monte Ulugh Muztagh) è noto come bacino di Kumkol, un'area endoreica in cui si trovano alcuni laghi salati.
I tre laghi principali del bacino di Kumkol sono l'Aqqikkol (noto anche come Achak-kum; 阿其克库勒湖; 37°05′N 88°25′E; 4250 m), l'Ayakum (阿牙克库木湖; 37°30′N 89°30′E; 3876 m) e il Jingyu (36°21′N 89°24′E; 260 km²; 4708 m). Questi laghi sono tra i pochi specchi d'acqua di ragguardevoli dimensioni che si trovano in questa regione estremamente arida; la regione che li circonda è protetta ufficialmente all'interno della riserva naturale degli Altun Shan.

### Clima
Ruoqiang è caratterizzata da un clima desertico freddo (BWk nella classificazione dei climi di Köppen) con escursioni termiche stagionali estreme. I valori mensili medi variano tra i -7,4 °C di gennaio e i 27,5 °C di luglio, mentre la media annua si aggira intorno agli 11,7 °C. In un anno la regione riceve appena 29 mm di pioggia, che cade prevalentemente in estate. Con una eliofania relativa mensile che varia tra il 63% di marzo e l'82% di ottobre, nella regione si contano quasi 3100 ore di sole all'anno.
| Ruoqiang                     | Mesi  | Mesi  | Mesi  | Mesi  | Mesi  | Mesi  | Mesi  | Mesi  | Mesi  | Mesi  | Mesi  | Mesi  | Stagioni | Stagioni | Stagioni | Stagioni | Anno    |
| Ruoqiang                     | Gen   | Feb   | Mar   | Apr   | Mag   | Giu   | Lug   | Ago   | Set   | Ott   | Nov   | Dic   | Inv      | Pri      | Est      | Aut      | Anno    |
| ---------------------------- | ----- | ----- | ----- | ----- | ----- | ----- | ----- | ----- | ----- | ----- | ----- | ----- | -------- | -------- | -------- | -------- | ------- |
| T. max. media (°C)           | −0,5  | 6,0   | 15,1  | 24,4  | 29,9  | 33,7  | 35,6  | 34,7  | 29,5  | 20,9  | 10,0  | 1,0   | 2,2      | 23,1     | 34,7     | 20,1     | 20,0    |
| T. min. media (°C)           | −13,0 | −8,3  | −0,8  | 7,0   | 12,4  | 16,6  | 19,2  | 17,2  | 11,3  | 3,0   | −4,1  | −10,6 | −10,6    | 6,2      | 17,7     | 3,4      | 4,2     |
| Precipitazioni (mm)          | 0,8   | 0,4   | 1,1   | 0,9   | 1,9   | 5,2   | 11,5  | 5,4   | 0,4   | 0,2   | 0,4   | 0,8   | 2,0      | 3,9      | 22,1     | 1,0      | 29,0    |
| Giorni di pioggia            | 1,1   | 0,5   | 0,5   | 0,8   | 1,2   | 2,8   | 3,0   | 1,8   | 0,5   | 0,2   | 0,2   | 0,8   | 2,4      | 2,5      | 7,6      | 0,9      | 13,4    |
| Umidità relativa media (%)   | 55    | 41    | 31    | 27    | 29    | 35    | 37    | 36    | 38    | 43    | 50    | 57    | 51       | 29       | 36       | 43,7     | 39,9    |
| Ore di soleggiamento mensili | 206,4 | 202,1 | 231,0 | 255,8 | 293,7 | 299,9 | 303,3 | 306,4 | 292,1 | 284,6 | 227,9 | 193,5 | 602,0    | 780,5    | 909,6    | 804,6    | 3 096,7 |